# Yadadri Bhuvanagiri (Distrikt)
Der Distrikt Yadadri Bhuvanagiri (Telugu యాదాద్రి భువనగిరి జిల్లా, Urdu ضلع یدادری بھونگری) ist ein Verwaltungsdistrikt im südindischen Bundesstaat Telangana. Verwaltungssitz ist die Stadt Bhuvanagiri.

## Geographie
Der Distrikt liegt auf der Hochebene des Dekkan zentral in Telangana. Die Distrikthauptstadt Bhuvanagiri liegt ungefähr 48 Kilometer östlich der Landeshauptstadt Hyderabad. Die angrenzenden Distrikte sind Nalgonda im Süden, Medchal–Malkajgiri und Rangareddy im Westen, Siddipet im Nordosten sowie Suryapet im Osten.

## Geschichte

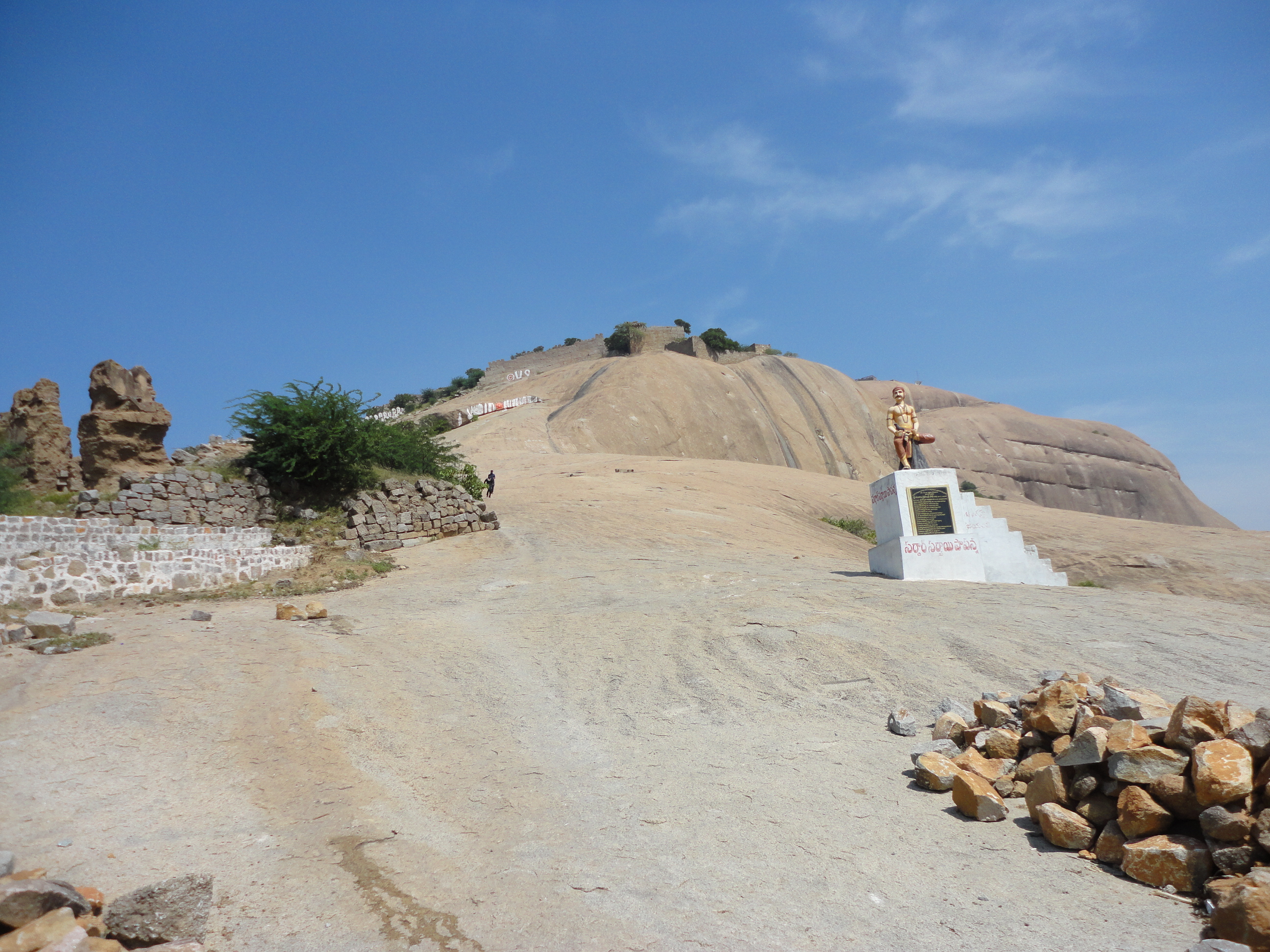
Bhongir-Fort im Ort Bhuvanagiri

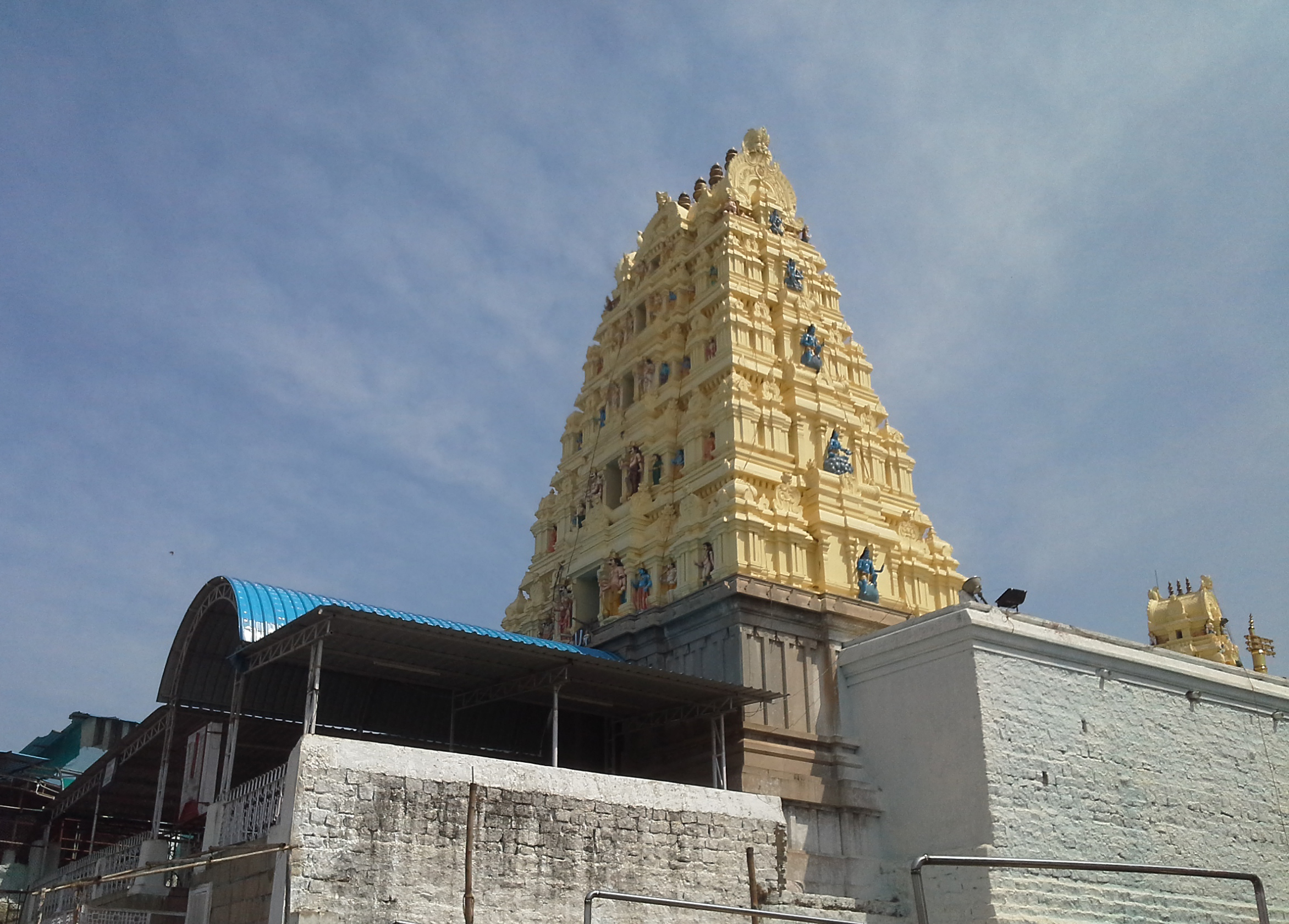
Gopuram des Narasimha-Tempels in Yadadri

Seit der Abspaltung des Staates Hyderabad vom Mogulreich im Jahr 1726 stand das Gebiet Telanganas unter der Herrschaft der Asaf-Jah-Dynastie, die hier bis zur Annexion Hyderabad durch das unabhängig gewordene Indien im Jahr 1948 herrschte. Ab 1956 gehörte Telangana zum Bundesstaat Andhra Pradesh, bis es 2014 ein eigener Bundesstaat wurde. Der Distrikt Yadadri Bhuvanagiri entstand bei der administrativen Neueinteilung Telanganas am 11. Oktober 2016 aus Teilen des Distrikts Nalgonda als einer von 21 neu eingerichteten Distrikten. Der Distriktname war zunächst Yadadri, nach der gleichnamigen Ortschaft, die bis 2015 den Namen Yadagirigutta trug, und die aufgrund ihres Sri Lakshmi Narasimha Swamy-Tempels ein überregional bekannter Hindu-Pilgerort ist. Wenig später (22. Oktober 2016 ?, 25. Januar 2017  ?) wurde dem Distriktnamen der Name der Distrikthauptstadt Bhongir/Bhuvanagiri als Suffix hinzugefügt (Yadadri Bhuvanagiri).

## Demografie
Bei der Volkszählung 2011 hatte der spätere Distrikt 739.448 Einwohner. Die Bevölkerungsdichte lag mit 182 Einwohnern pro km² deutlich unter dem Durchschnitt Telanganas (227 Einwohner/km²). Das Geschlechterverhältnis wies mit 374.719 Männern auf 364.729 Frauen einen leichten Männerüberschuss auf. Die Alphabetisierungsrate war selbst für die Verhältnisse Telanganas mit 65,53 % (Männer 75,82 %, Frauen 55,02 %) niedrig (Durchschnitt Telangana: 66,54 %, Indien: 74,04 %). Der Urbanisierungsgrad war mit 16,66 % ebenfalls gering. 17,39 % der Bevölkerung gehörten zu den Scheduled Castes und 5,86 % zu den Scheduled Tribes.
Die einzige Stadt war im Jahr 2011 der Hauptort Bhuvanagiri mit 53.339 Einwohnern.

## Wirtschaft
Die Landwirtschaft bildet die wirtschaftliche Basis. Nach dem Zensus 2011 waren von 357.353 erwerbstätigen Personen 153.859 (69,6 %) im Agrarsektor tätig. Dabei dominierten Klein- und Kleinstbetriebe in Subsistenzwirtschaft. Von den 171.747 Landbesitzern im Jahr 2011 (?) besaßen 98.860 nur maximal einen Hektar Land, weitere 45.284 1–2 Hektar. Im Jahr 2018/19 wurden 134.100 ha für den Ackerbau genutzt (zum Teil mit mehr als einer Ernte pro Jahr, kumulative Anbaufläche 189.544 ha), davon 57.753 ha in Bewässerungsfeldwirtschaft (kumulativ 97.811 ha). Hauptanbauprodukte in der Kharif-Saison waren Reis (52.183 ha), Baumwolle (69.609 ha), Straucherbsen (red gram, 10.504 ha), Urdbohnen (black gram, 10.503 ha) und Mungbohnen.

## Besonderheiten

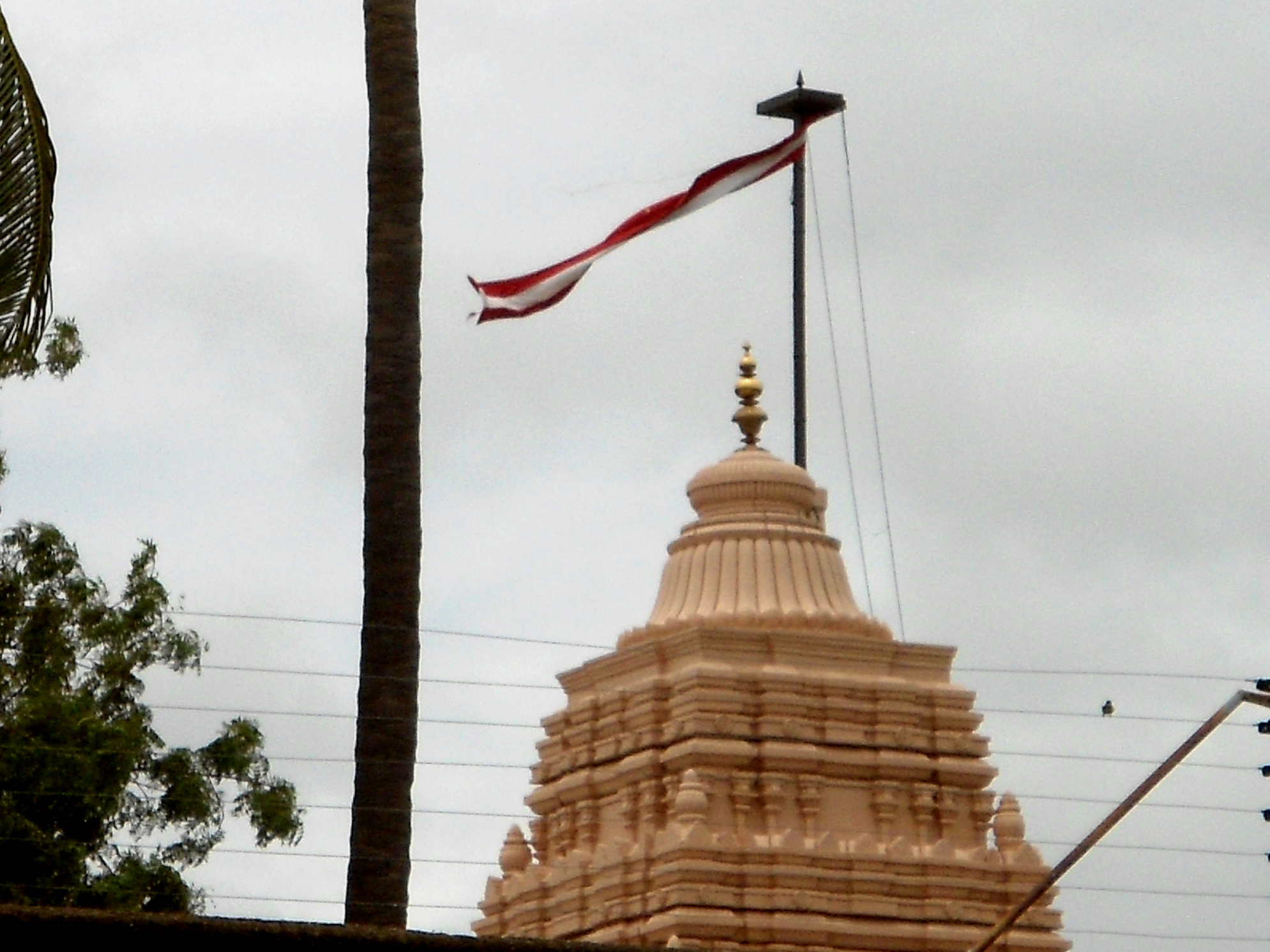
Gopuram des Kolanupaka-Tempels

Etwa 13 km von Bhuvanagiri entfernt befindet sich im Ort Yadadri (Yadagirigutta) der bekannte Sri-Lakshmi-Narasimha-Swamy-Tempel, der täglich mehrere Tausend Pilger anzieht. Seit dem 21. April 2016 wird der Tempel auf Veranlassung der Regierung unter Chief Minister K. Chandrashekar Rao unter erheblichem Kostenaufwand renoviert und ausgebaut, um ihn in ein großes Pilgerzentrum für mehrere 10.000 Gläubige zu verwandeln. Am 19. Oktober 2021 erklärte der Chief Minister die Absicht seiner Regierung, 125 kg Gold von der Reserve Bank of India zur Verzierung des Tempels zu kaufen.
Bhongir-Fort ist eine auf die Chalukya-Zeit zurückgehende Befestigungsanlage auf einem Berghügel in Bhuvanagiri.
Der Jain-Tempel in Kolanupaka (Kulpakji) wurde der Überlieferung nach vor etwa 2000 Jahren begründet und ist in seiner heutigen Form etwa 800 Jahre alt.